# Hesel (Friedeburg)

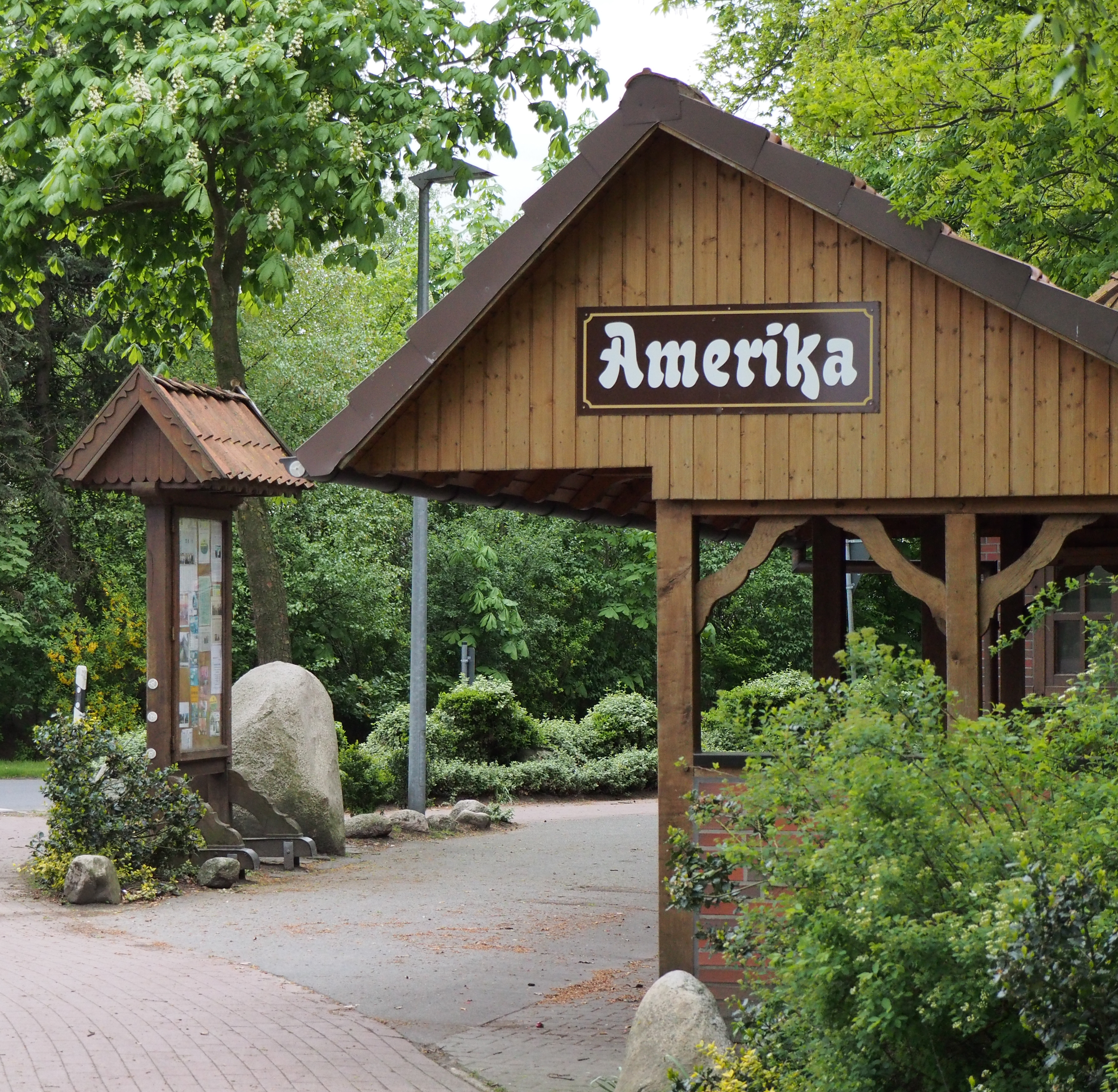
Infostand zur Siedlung Amerika in Hesel (Friedeburg)

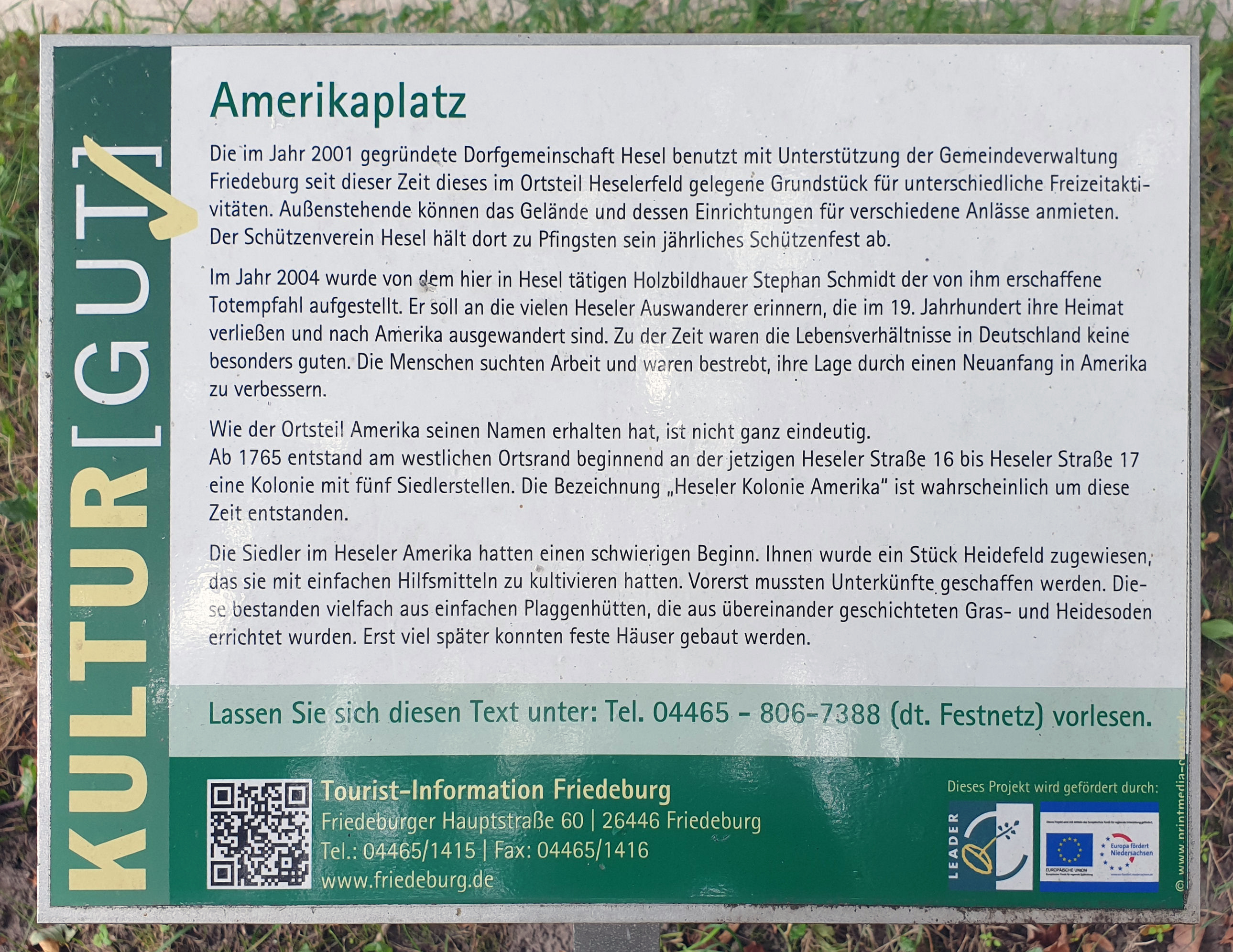
Gedenktafel am Amerikaplatz

Hesel ist eine Ortschaft der ostfriesischen Gemeinde Friedeburg im Landkreis Wittmund. Sie hat eine Fläche von 951 Hektar und beheimatet etwa 450 Einwohner. Hesel liegt größtenteils auf der Geest, hat aber auch Niedermoorflächen. Im Osten liegt Hesel auf verlandeten Ausläufern des Jadebusens. Die Höhe der Ortschaft schwankt relativ stark zwischen einem und zehn Metern über NN und gibt dem Ortsgebiet ein für das überwiegend flache Ostfriesland relativ untypisches Gesicht. Die Ortschaft grenzt an das Reepsholter und Wieseder Tief sowie an den Ems-Jade-Kanal. Zur Ortschaft Hesel gehören auch die Gemarkungen Amerika, Eibenhausen, Heidhörn, Heselerfeld und Hissenhausen.

## Ortsnamen

### Hesel
Der Name Hesel geht wahrscheinlich auf eine Flurbezeichnung zurück, die „Haselwald“ bedeutet und erstmals 1474 erwähnt wurde.

### Amerika
Der etwas kurios anmutende Name Amerika für eine nach 1765 gegründete kleine Kolonie westlich des Dorfkerns von Hesel geht wahrscheinlich auf eine ironische Bezeichnung der Heseler für die „Neue Welt“ der armen Bevölkerung zurück, die aus dem Dorf in die neue Siedlung zogen. Mit der Auswanderungswelle von Ostfriesland nach Amerika hat der Name nichts zu tun, diese setzte erst später ein. Heute werden Wanderungen von „Russland nach Amerika“ angeboten, wobei Russland eine Flurbezeichnung in Friedeburg ist.

## Geschichte
Das Gründungsdatum des Orts ist nicht bekannt, wahrscheinlich entstanden erste Siedlungen im 11. Jahrhundert. Im Mittelalter gehörte Hesel zum friesischen Gau Östringen. Nach dem Ende der friesischen Freiheit herrschten Häuptlinge im Ort, drei Häuptlingsburgen sind in Hesel belegt. In der Grafschaft Ostfriesland ab 1464 gehörte Hesel zum Amt Friedeburg.
Unter Napoleonischer Herrschaft ab 1811 wurde Hesel in die Mairie Reepsholt eingemeindet. Anschließend wieder eigenständige Gemeinde, kam Hesel dann 1884 zum Landkreis Wittmund.
Am 1. Juli 1972 schlossen sich zuvor die ehemaligen Gemeinden Abickhafe, Dose, Hoheesche und Reepsholt zur Gemeinde Reepsholt zusammen. Im Zuge der Kommunalreform am 16. August 1972 wurde aus den bisherigen Gemeinden Bentstreek, Etzel, Friedeburg, Hesel, Horsten, Marx, Reepsholt, Wiesede und Wiesedermeer die Gemeinde Friedeburg gebildet.
Die ehemalige Posthalterei ist als Baudenkmal ausgewiesen.